# Rocky Bushiri
Rocky Bushiri (30 november 1999) is een Belgisch voetballer met Congolese roots. Bushiri is een centrale verdediger. In juli 2019 verruilde hij KV Oostende voor Norwich City.

## Clubvoetbal

### KV Oostende
Bushiri is een jeugdproduct van KV Oostende. De club haalde hem in 2012 weg bij Wolvertem SC nadat hij met de provinciale selectie van Vlaams-Brabant een oefenwedstrijd kwam spelen in West-Vlaanderen. Op 9 december 2017 maakte Bushiri zijn opwachting in de Jupiler Pro League: in de thuiswedstrijd tegen KV Mechelen (0-1-nederlaag) kreeg hij van toenmalig trainer Adnan Custovic meteen een basisplaats. Zijn volgende optreden kwam er pas op de slotspeeldag van de reguliere competitie tegen Standard Luik, daarna volgden nog zes wedstrijden in Play-off II.

### KAS Eupen
Na zijn eerste seizoen in de hoofdmacht van KV Oostende koos Bushiri voor een uitleenbeurt aan KAS Eupen om meer ervaring op te doen. Op 25 augustus 2018 kreeg hij van trainer Claude Makélélé zijn eerste basisplaats bij de Panda's tegen Royal Excel Moeskroen (0-1-winst). Bushiri groeide bij Eupen meteen uit tot een vaste waarde, maar de Oostkantonners lichtten de aankoopoptie in het contract, die 500.000 euro bedroeg, niet tijdig.

### Norwich City & Blackpool FC
Na zijn uitleenbeurt aan Eupen stuurde Oostende-manager Hugo Broos Bushiri een aangetekende brief om de optie van één jaar in zijn aflopende contract te verlengen. De brief kwam echter toe op een verkeerd adres, waardoor Bushiri dacht dat hij transfervrij was. Bushiri had in die periode net een aanbieding gekregen uit Engeland. Uiteindelijk vonden alle partijen een akkoord en ondertekende de verdediger een contract voor vier jaar bij het in de Premier League uitkomende Norwich City. Daar sloot hij in eerste instantie aan bij de beloften.
Kort na zijn komst leende Norwich hem voor één seizoen uit aan derdeklasser Blackpool FC. Bushiri kwam er onder trainer Simon Grayson zeven keer aan spelen toe. Op de eerste twee competitiespeeldagen kreeg hij een handvol speelminuten, op de derde en vierde speeldag kreeg hij een basisplaats tegen respectievelijk Oxford United en Gillingham FC. Daarna kreeg hij geen speelkansen meer in de competitie. Bushiri speelde daarnaast ook drie bekerwedstrijden. Zijn enige doelpunt voor de club scoorde hij in de EFL Trophy-wedstrijd tegen de U23 van Wolverhampton Wanderers, dit was tevens het enige doelpunt van de wedstrijd.

### STVV
In januari 2020 werd de uitleenbeurt van Bushiri aan Blackpool vroegtijdig verbroken. De belofteninternational werd met onmiddellijke ingang uitgeleend aan Sint-Truidense VV. Bushiri speelde zeven competitiewedstrijden voor STVV: hij miste enkel de confrontatie met zijn ex-club Eupen vanwege een schorsing na een dubbele gele kaart tegen zijn andere ex-club KV Oostende. De Truienaars probeerden hem na de coronapandemie een jaar langer te huren, maar slaagden daar niet in.

### KV Mechelen
In juni 2020 trok Bushiri op huurbasis naar KV Mechelen, dat hem voor een seizoen huurde. De uitleenbeurt draaide echter uit op een sisser: op de eerste vier competitiespeeldagen stond hij nog in de basis, maar daarna kwam hij nog zelden aan de bak. Tijdens zijn laatste wedstrijd voor KV Mechelen, op de achttiende speeldag tegen Club Brugge, scoorde Bushiri zijn derde owngoal in zes wedstrijden voor KV Mechelen. Eind januari werd het huurcontract vroegtijdig beëindigd.

### KAS Eupen (II)
Op 26 januari 2021 kondigde Eupen de terugkeer van Bushiri aan. Op 10 februari 2021 speelde hij zijn eerste wedstrijd: in de bekerwedstrijd tegen Royal Olympic Club de Charleroi kreeg hij een basisplaats van trainer Beñat San José en legde hij in de blessuretijd met het hoofd de 5-1-eindscore vast. Na nog een invalbeurt tegen KAA Gent (1-0-winst) in de volgende ronde kreeg hij op 6 maart 2021 ook een basisplaats in de competitiewedstrijd tegen Oud-Heverlee Leuven (3-3). Bushiri liep in die wedstrijd een meniscusblessure op die hem de rest van het seizoen aan de kant hield.

### Norwich City & Hibernian FC
Na afloop van het seizoen 2020/21 meldde Bushiri zich weer aan bij Norwich. Daar kwam hij in het eerste elftal echter niet aan spelen toe. Vanwege een meniscusblessure maakte hij pas op 29 oktober 2021 zijn debuut voor het tweede elftal van Norwich in de Premier League 2. Na zijn basisplaats tegen de U23 van Newcastle United gaf beloftentrainer Alan Neilson hem een week later ook een basisplaats tegen de U23 van Nottingham Forest.
In januari 2022 werd Bushiri voor de rest van het seizoen uitgeleend aan de Schotse eersteklasser Hibernian FC, die ook een aankoopoptie bedong in het huurcontract.

## Interlandvoetbal
Bushiri maakte op 30 augustus 2017 zijn debuut voor het Belgisch voetbalelftal onder 19: in een oefeninterland tegen Nederland kreeg hij van toenmalig bondscoach Gert Verheyen meteen een basisplaats. Ook vijf dagen later tegen Portugal speelde hij 90 minuten. Een jaar later haalde Johan Walem hem zelfs bij de Belgische beloften: voor de EK-kwalificatiewedstrijden tegen Malta en Hongarije werd hij opgeroepen als vervanger voor de geblesseerde Sebastiaan Bornauw. Bushiri zat tijdens beide wedstrijden op de bank.
In juni 2019 nam Bushiri met de Belgische beloften deel aan het EK onder 21. Hij kwam enkel in actie tijdens de laatste groepswedstrijd tegen Spanje.

## Statistieken
| Seizoen        | Club           | Land               | Competitie           | Competitie | Competitie | Beker | Beker | Internationaal | Internationaal | Totaal | Totaal |
| Seizoen        | Club           | Land               | Competitie           | Wed.       | Dlp.       | Wed.  | Dlp.  | Wed.           | Dlp.           | Wed.   | Dlp.   |
| -------------- | -------------- | ------------------ | -------------------- | ---------- | ---------- | ----- | ----- | -------------- | -------------- | ------ | ------ |
| 2017/18        | KV Oostende    | Vlag van België    | Jupiler Pro League   | 8          | 0          | 0     | 0     | 0              | 0              | 8      | 0      |
| 2018/19        | → KAS Eupen    | Vlag van België    | Jupiler Pro League   | 31         | 0          | 2     | 1     | —              | —              | 33     | 1      |
| 2019/20        | Norwich City   | Vlag van Engeland  | Premier League       | 0          | 0          | 0     | 0     | —              | —              | 0      | 0      |
| 2019/20        | → Blackpool FC | Vlag van Engeland  | League One           | 4          | 0          | 3     | 1     | —              | —              | 7      | 1      |
| 2019/20        | → STVV         | Vlag van België    | Jupiler Pro League   | 7          | 0          | 0     | 0     | —              | —              | 7      | 0      |
| 2020/21        | → KV Mechelen  | Vlag van België    | Jupiler Pro League   | 6          | 0          | 0     | 0     | —              | —              | 6      | 0      |
| 2020/21        | → KAS Eupen    | Vlag van België    | Jupiler Pro League   | 1          | 0          | 2     | 1     | —              | —              | 3      | 1      |
| 2021/22        | Norwich City   | Vlag van Engeland  | Premier League       | 0          | 0          | 0     | 0     | —              | —              | 0      | 0      |
| 2021/22        | → Hibernian FC | Vlag van Schotland | Scottish Premiership | 14         | 0          | 1     | 0     | 0              | 0              | 15     | 0      |
| 2022/23        | Hibernian FC   | Vlag van Schotland | Scottish Premiership | 3          | 0          | 4     | 0     | 0              | 0              | 7      | 0      |
| Carrièretotaal | Carrièretotaal | Carrièretotaal     | Carrièretotaal       | 75         | 0          | 11    | 3     | 0              | 0              | 86     | 3      |

Bijgewerkt op 23 augustus 2022.

## Trivia
- In het kader van zijn studies Sales Management liep Bushiri zijn stage op het secretariaat van KV Oostende.[1]